# Hideo Oguma

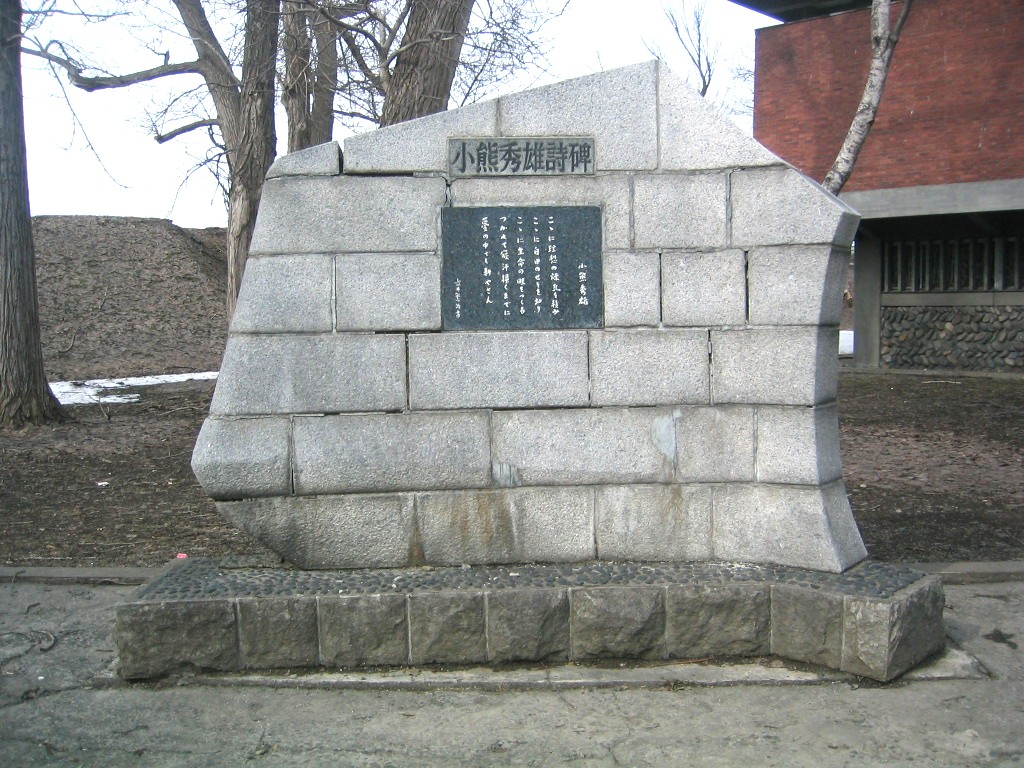
Poème d'Oguma dans le parc Tokiwa à Asahikawa.

Hideo Oguma (小熊秀雄, Oguma Hideo), né le 9 septembre 1901, mort le 20 novembre 1940, est un poète japonais du mouvement de la littérature prolétarienne. Il est également renommé pour ses livres pour la jeunesse, ses bandes dessinées et ses critiques littéraires. Un « prix Hideo Oguma » de poésie récompense les nouveaux auteurs,.